# Bougainvillea glabra
La flor de papel, Santa Rita,  buganvilla menor o papelillo (Bougainvillea glabra),  es una especie de planta trepadora de la familia de las Nyctaginaceae; y es la más común de las especies para bonsái.  Es nativa de las regiones amazónicas de Colombia, Perú, Brasil y Argentina. 

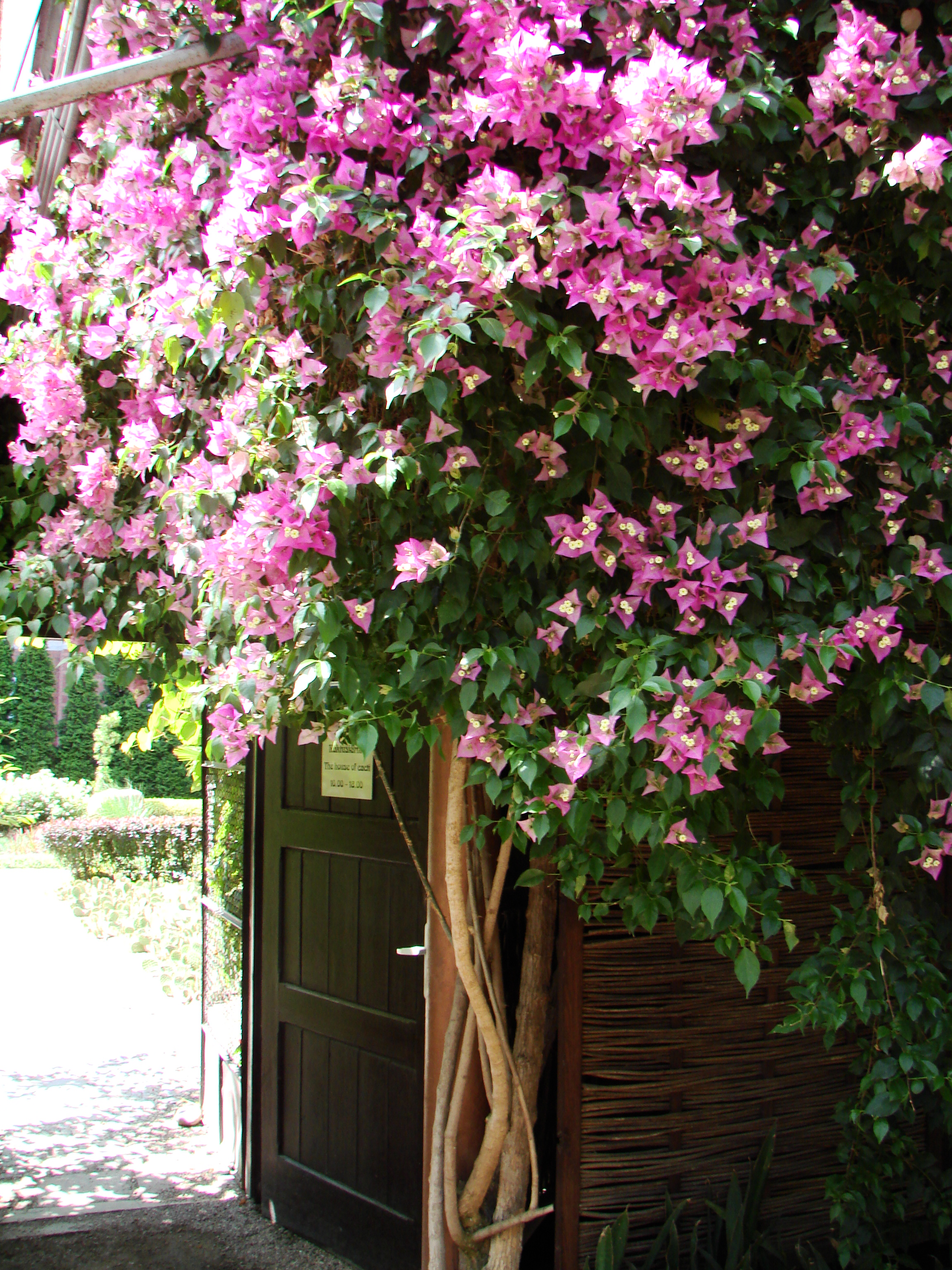
Vista de la planta

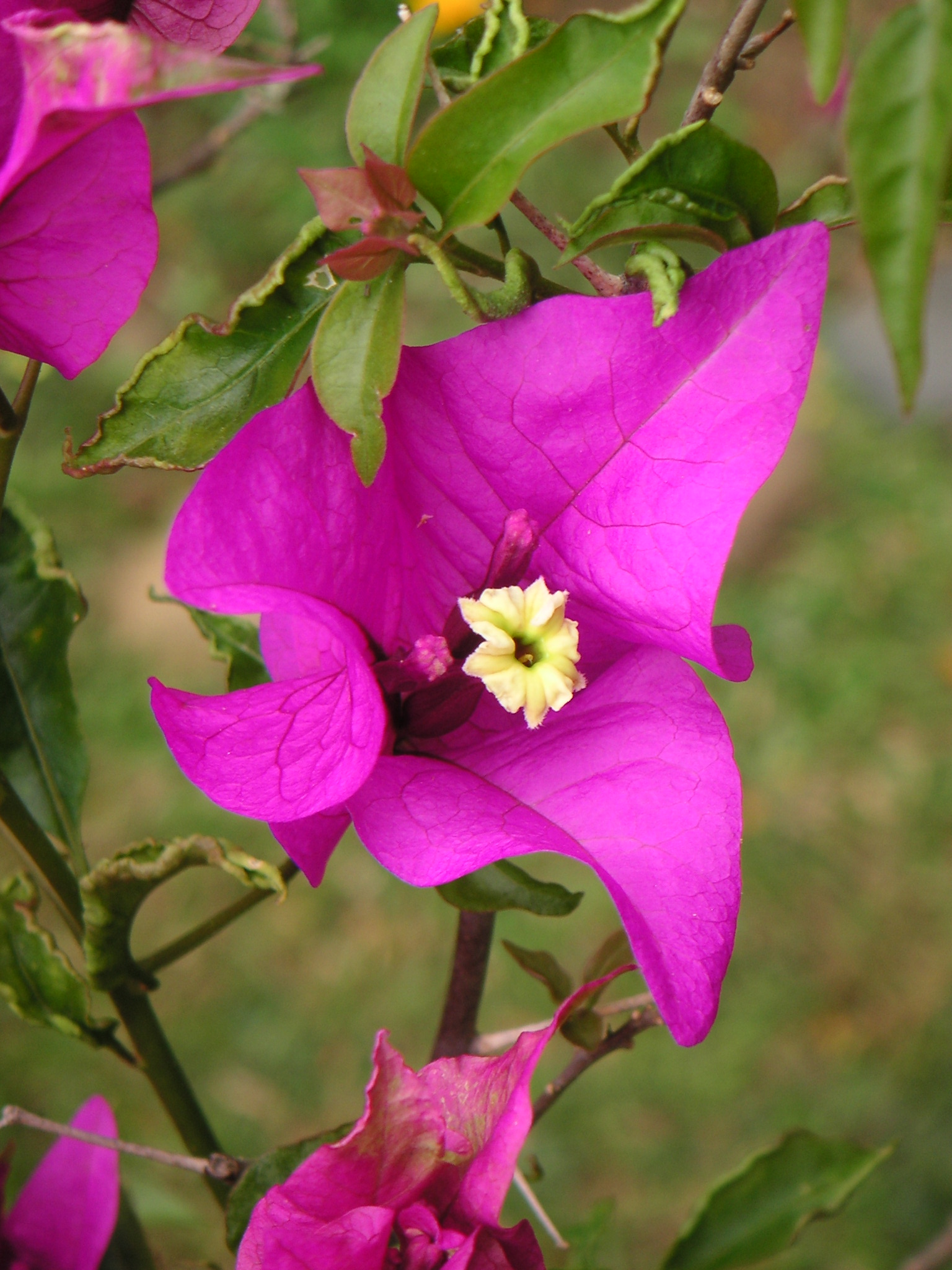
Detalle de la flor

## Descripción
Tiene hojas verdes brillantes, ligeramente pilosas o glabras, y de brácteas color magenta, las hojas caducifolias (hojas caedizas). Es una planta perenne, trepadora, leñosa, que alcanza hasta 10 m de altura. Sus Flores son muy pequeñas, blancas, en grupos con brácteas coloridas papilosas. Se dispone de variedades de sola o doble flor. El tronco leñoso tiende a enroscarse, y las delgadas ramas tienen afiladas espinas y hojas verde oscuras. Es muy buena para setos, arcos, o arbusto en la tierra, y en macetas. Es ideal para bonsái.
Las buganvillas no requieren de sustratos especialmente ricos ni exóticos, sino más bien lo contrario, arraigan en terrenos arcillosos y calcáreos.
Pueden florecer durante todo el año aun con heladas, pero alcanzan su máximo esplendor en los meses más cálidos del año.

## Propiedades
La infusión de las hojas tiernas y brácteas se utiliza oralmente para el tratamiento de afecciones gastrointestinales (diarrea, dolor de estómago) y respiratorias (asma, bronquitis, catarro, dolor de pecho, fiebre, gripe, pulmonía, ronquera, tos y tos ferina). La decocción de las raíces se usa para tratar fiebres y por su efecto purgante.

## Taxonomía
Bougainvillea glabra fue descrita por Jacques Denis Choisy y publicado en Prodromus Systematis Naturalis Regni Vegetabilis 13(2): 437, en el año 1849.
Sinonimia
- Bougainvillea brachycarpa Heimerl
- Bougainvillea glabra var. acutibracteata Heimerl
- Bougainvillea glabra var. alba Mendes & Viégas
- Bougainvillea glabra var. brachycarpa (Heimerl) Heimerl
- Bougainvillea glabra var. graciliflora Heimerl
- Bougainvillea glabra var. obtusibracteata Heimerl
- Bougainvillea glabra var. sanderiana Bosschere
- Bougainvillea rubicunda Schott ex Rohrb.
- Bougainvillea spectabilis var. glabra (Choisy) Hook.[2]

## Nombres comunes
- Sudamérica: buganvilla, buganvilia, boganvilla, trinitaria, bugenvil, dania, flor de papel, Santa Rita, veranilla, veranera, papelillo, trinitaria